# Marcin Olajossy
Marcin Olajossy (ur. 1 stycznia 1946 w Myślenicach, zm. 11 września 2020 w Lublinie) – polski psychiatra, dr. hab. n. med.

## Życiorys
Obronił pracę doktorską, następnie uzyskał stopień doktora habilitowanego. Został zatrudniony na stanowisku adiunkta w Katedrze i Klinice Psychiatrii na I Wydziale Lekarskim z Oddziałem Stomatologicznym Uniwersytetu Medycznego w Lublinie i w Instytucie Psychologii na Wydziale Pedagogiki i Psychologii Uniwersytetu Marii Curie-Skłodowskiej.
Był kierownikiem (p.o.) Katedry Psychiatrii I Wydziału Lekarskim z Oddziałem Stomatologicznym Uniwersytetu Medycznego w Lublinie.
Zmarł 11 września 2020.